# Тюрки (лингвоним)
Тюрки́ — термин, часто использовавшийся в исламском мире для обозначения всех тюркских языков в противоположность персидскому и арабскому.
Тюрки́ в различных временных и региональных контекстах может обозначать:
- чагатайский язык[1][3].
- одно из исторических названий азербайджанского языка[4][5][3], до сих пор используемое в Южном Азербайджане[6].
- старотюркский литературный язык X—XIV веков[7].
- старотатарский язык.
- староанатолийский язык[8].
- мамлюкско-кыпчакский язык в арабской литературе именуется тюркским (турки).

В западной академической литературе ранее под тюрки́ подразумевался только восточно-тюркский (чагатайский) язык, что иногда приводило к ошибкам среди учёных. Например, Эдвард Гранвил Браун причислил источник конца XV века созданный в центральном Иране «Тарих-и Хатаи» к чагатайскому языку, так как переводчик называл язык оригинала «тюрки́». Другой видный ученый Лоуренс Локхарт ошибочно определил родной огузский-тюркский язык Надир-шаха чагатайским языком.